# Sangsue verruqueuse
Pontobdella muricata
Espèce
Synonymes
- Hirudo muricata Linné, 1758

La Sangsue verruqueuse (Pontobdella muricata) est une espèce de sangsues marines de la famille des Piscicolidae

## Description
Pontobdella muricata est une sangsue marine au corps long et cylindrique et quelque peu aplati, se rétrécissant aux deux extrémités présentant de nombreux anneaux successifs qui ne correspondent pas à sa segmentation interne. C'est l'une des plus grandes sangsues marines avec une longueur de 10 cm au repos, mais qui double une fois étirée.
Cette espèce s'accroche à l'abdomen, aux branchies et à la base des nageoires des poissons dont Torpedo marmorata, Raja clavata, Scorpaena porcus et Scorpaena scrofaand.

## Répartition
Pontobdella muricata se rencontre dans la mer Baltique.